# Adolfo López Mateos, Llera
Adolfo López Mateos är en ort i Mexiko.   Den ligger i kommunen Llera och delstaten Tamaulipas, i den centrala delen av landet, 400 km norr om huvudstaden Mexico City. Adolfo López Mateos ligger 158 meter över havet och antalet invånare är 259.
Terrängen runt Adolfo López Mateos är huvudsakligen platt, men västerut är den kuperad. Runt Adolfo López Mateos är det glesbefolkat, med 19 invånare per kvadratkilometer. Närmaste större samhälle är Ignacio Zaragoza, 5,3 km norr om Adolfo López Mateos. Omgivningarna runt Adolfo López Mateos är en mosaik av jordbruksmark och naturlig växtlighet.